# Rio Begena
O Rio Begena é um rio da Romênia afluente do Danúbio, localizado no distrito de Constanţa.